# جياك طبي
الجياك الطبي أو عود الأنبياء  أو خشب النبي أو  غَيَاك مخزني (الاسم العلمي: Guaiacum officinale) هو نوع نباتي يتبع جنس الجياك من فصيلة القديسية. شجرة استوائية أمريكية مستديمة الخضرة. لخشبه الراتنيجي قيمة والصمخ الراتنجي يستعمل في تحضير عقاقير معينة.
يستعمل الخشب والقلف والجذور والراتنج المستخرج من هذا النبات في الطب، حيث إكتشفه الأندلسيون عام 1508 بعد عودتهم من أمريكا. وأكثر نفع الخشب في علاج مرض الزهري. ويحتوي خشب الحياة على نسبة (20-25%) مواد راتنجية بالإضافة إلى زيوت طيارة وأصماغ وبروتين وألياف، وأملاح وحمض (جاياسيك) ونسبة بسيطة من الفانيللا.
ويستعمل شجر الجيّاك في علاج النقرس والروماتيزم وكمنبه موضعي وكمادة معرقة وقابضة. ويسوق راتنج خشب الحياة تجاريا على هيئة كتل منتظمة، سهلة التفتيت، لامعة المكسر، متوسطة الشفافية، خفيفة الوزن، وقد تكون معتمة لخلطها برمل كثير، ذات لون أسمر، لها رائحة مقبولة تشبه رائحة الجاوي.

## صفة النبات
شجر شديدة الصلابة، جميل الشكل، أوراقه ريشية، أزهاره زرقاء اللون. يبلغ ارتفاع الشجرة حوالي ثلاثة عشر مترا

## البيئة والانتشار
يكثر شجر الجيّاك في أمريكا الجنوبية، وجزر الهند الغربية.

## أسماء أخرى
سمي قديما بالخشب الهندي. وتسمية خشب الحياة من اللاتيني Lignum vitae. خشب القديسين، خشب الأنبياء، خشب النبي، خشب هندي، خشب مقدس، باكوت, غاياك، جاياك, غاياكم، جاياكم, گواياكوم.